# Rhacochelifer similis
Espèce
Rhacochelifer similis est une espèce de pseudoscorpions de la famille des Cheliferidae.

## Distribution
Cette espèce se rencontre en Tunisie, en Libye et en Égypte.

## Publication originale
- (it) Max Beier, « Pseudoscorpionidea. Spedizione scientifica all'Oasi di Cufra (Marzo-Lugio 1931) », Annali del Museo Civico di Storia Naturale di Genova, vol. 55,‎ 1932, p. 487-489.